# Bandeira de Rondônia
A Bandeira do Estado de Rondônia é um dos símbolos oficiais do estado brasileiro de Rondônia. A bandeira é confeccionada a partir das quatro cores da Bandeira do Brasil, tem a forma retangular, com um campo azul ocupado a sua metade superior, no sentido longitudinal, estando no meio do quadrilátero, uma estrela branca de cinco pontas. O campo verde ocupa a área formada pelos diagonais que partem das arestas inferiores do retângulo até as pontas inferiores da estrela e, daí ao centro. E são amarelas os campos dois polígonos iguais consequentes, à direita e à esquerda da estrela.

## História
Foi instituída, juntamente com o brasão e o hino estadual, pelo decreto-lei nº 7, de 31 de dezembro de 1981 O desenho da bandeira é de autoria de Sílvio Carvajal Feitosa, atualmente arquiteto e servidor público municipal, que venceu o concurso que escolheu o projeto da Bandeira do Estado de Rondônia.

## Descrição vexilológica
Na bandeira estadual, o verde representa as matas; o amarelo, as riquezas minerais; o azul, o céu; e o branco, a paz. É representado na bandeira do Brasil por Muliphen (γ Canis Majoris). Rondônia também é um estado que adota a faixa governamental, no cerimonial do governo, e a faixa é formatada nas cores da bandeira e do brasão.[carece de fontes?]
O artigo número 4 do decreto lei nº 7 7/1891 descreve as regras as seguintes regras para feitura da bandeira:
I – A largura será de 14 (quatorze) partes iguais. Cada uma das partes será considerada uma medida ou módulo;
II – o comprimento será de 20 (vinte) módulos;
III – o campo azul ocupará a metade superior do retângulo, no sentido longitudinal;
IV – A estrela branca, de cinco pontas equidistantes, deverá ser traçada dentro de um círculo imaginário cujo raio é de três módulos e meio (3,5M), cujo centro ficará a um módulo e trinta e cinco centésimos (1,35M) acima do ponto central do retângulo;
V – o campo verde ocupará a área formada pelas diagonais que partem das arestas inferiores do retângulo até as pontas inferiores da estrela, e daí ao centro;
VI – serão amarelo-ouro os campos dos dois polígonos iguais consequentes, à destra e à sinistra da estrela; e
VII – as duas faces do pavilhão devem ser absolutamente iguais.